# Tomasz Torgowski
Tomasz Torgowski, né le 11 avril 1961, en Pologne, est un ancien joueur de basket-ball polonais. Il évolue au poste d'arrière. 

## Palmarès
- Champion de Pologne 1989, 1990